# Kochfischware

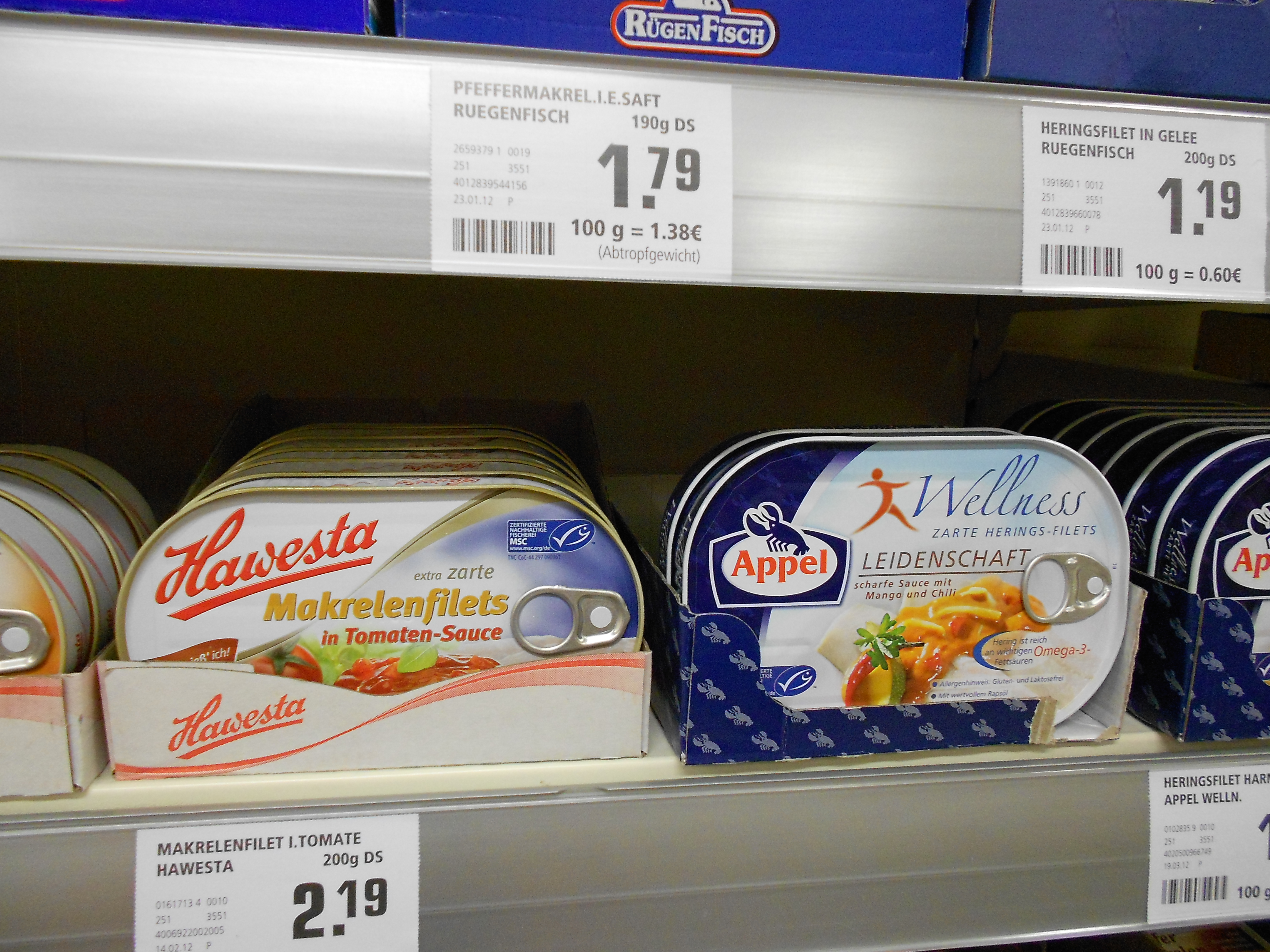
Konservendosen von Fischfilets in Sauce

Kochfischwaren (in Österreich: Kochmarinaden) sind Erzeugnisse aus Fischen, die durch Kochen oder Dämpfen gegart werden, teils unter Verwendung von Essig, Säuerungsmitteln, Salz und Konservierungsstoffen. Für Kochfischwaren werden frische oder tiefgefrorene Fische oder Fischteile verwendet.
Das Garen des Fisches geschieht in nicht aufwallendem Wasser von 80 – 89 °C.
Kochfischwaren werden entweder mit Aufguss oder Soßen (Tunken) zubereitet, mit oder ohne pflanzliche Beigaben.

## Konservierungseffekte
Bei einfachen Kochfischwaren (genauso wie bei Gelee- und Aspikerzeugnissen) werden vegetative Keime durch die thermische Behandlung nur beeinträchtigt, aber nicht abgetötet, daher wird die Haltbarkeit maßgeblich von der Qualität der Rohstoffe und der betrieblichen Hygiene bestimmt und eine konsequente Kühlung ist von größter Bedeutung. Zur chemischen Konservierung nach der Zusatzstoff-Zulassungsverordnung sind Benzoesäure und Sorbinsäure zugelassen, die auch kombiniert angewendet werden können.